# Poughill (Kornwalia)
Poughill – wieś w Anglii, w Kornwalii. Leży 108 km na północny wschód od miasta Penzance i 316 km na zachód od Londynu. W 1931 roku civil parish liczyła 413 mieszkańców. Poughill jest wspomniana w Domesday Book (1086) jako Pochehelle/Poccahetilla.